# Whispers of the Mist Children
Whispers of the Mist Children (engl. für Das Flüstern der Nebelkinder) ist eine Kurzgeschichte der australischen Autorin Trudi Canavan, die 1999 in dem australischen Science-Fiction-Magazin Aurealis veröffentlicht wurde. Im selben Jahr wurde sie mit dem Aurealis Award für die „Beste Fantasy-Kurzgeschichte“ ausgezeichnet.

## Inhalt
Die Ich-Erzählerin Valerin Initha ist eine Sora, eine Zauberin mit großen magischen Fähigkeiten, die sich dazu verpflichtet hat, ihre Kräfte niemals zu benutzen, um einen Menschen zu töten. Sie reist mit der Karawane des Händlers Nerin, der sie angeheuert hat um sich und seine Karawane zu beschützen. Keiner ihrer Reisegefährten kennt ihren Namen und somit weiß niemand, dass sie bis vor Kurzem noch eine hochgeschätzte Sora war, die am Hofe eines königlichen Herrschers für dessen Schutz gesorgt hat. Doch ein schrecklicher Fehler, der ihr dort unterlaufen ist und den ganzen Hof in Todesgefahr gebracht hat, hat dazu geführt, dass Valerin, die von nun an an ihren eigenen Fähigkeiten zweifelt, den königlichen Hof verlassen hat und nun für wenig Lohn ihre Dienste anbietet.
Eines Tages wird die Karawane von verbannten Banditen bedroht, doch die Sora kann die Eindringlinge gekonnt mit ihren Kräften in die Flucht schlagen, was ihren Arbeitgeber tief beeindruckt.